# Дехканабадський район

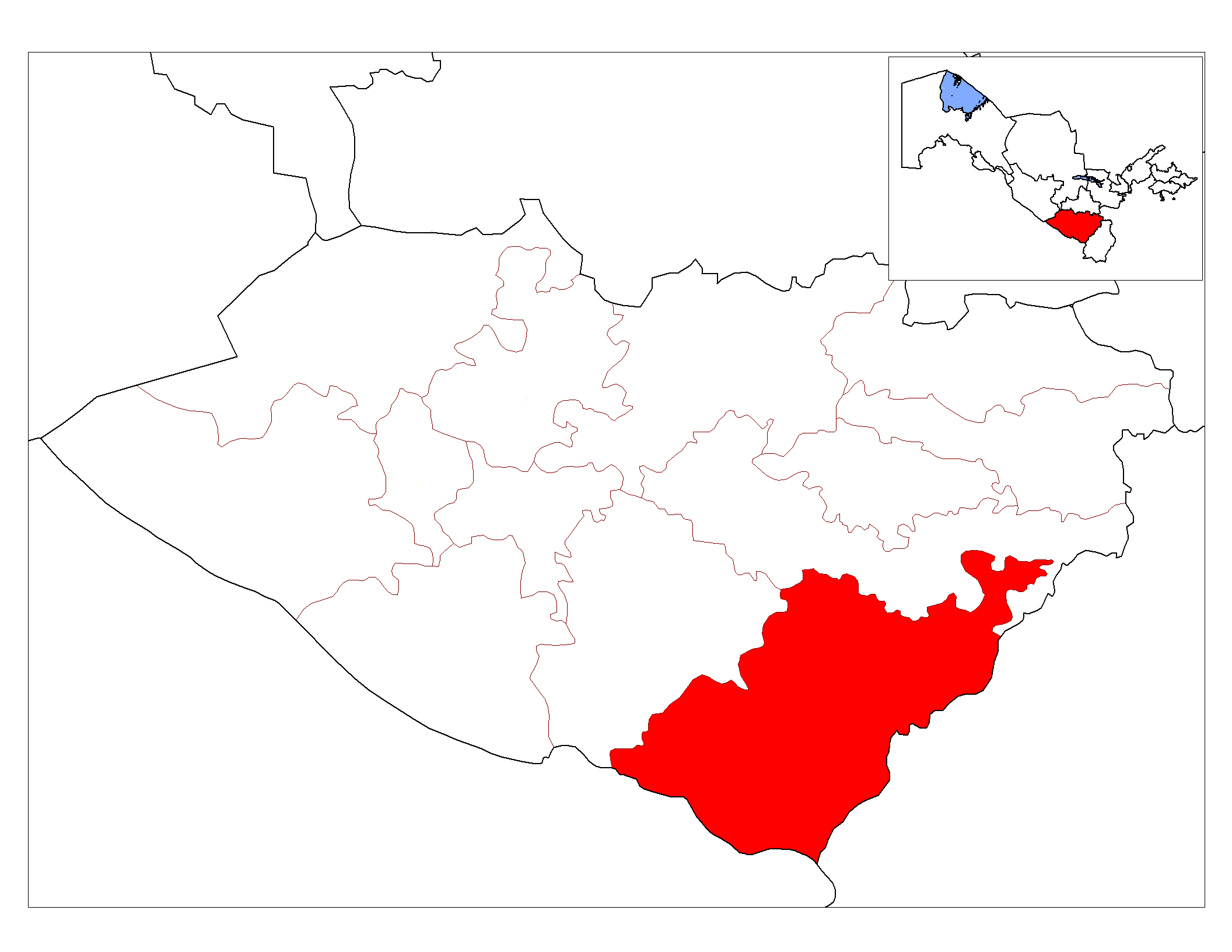
Розташування району в Кашкадар'їнській області.

Дехканабадський район (узб. Деҳқонобод тумани, Dehqonobod tumani) — район у Кашкадар'їнській області Узбекистану. Розташований на півдні області. Утворений 29 вересня 1926 року. Центр — міське селище Карашина.

## Історія
Район утворений 29 вересня 1926 року з центром у кишлаку Дехканабад.
На початку 1930-х упродовж кількох років район не існував.
24 грудня 1962 року ліквідований, територія приєднана до Гузарського району. 31 серпня 1971 року відновлений.
11 червня 1980 року центр району перенесений до Карашини.